# 約翰·郭宛斯
約翰·郭宛斯（英語：John Gowans，1934年11月13日—）是第16任救世軍大將（1999－2002）。他也因為他和第17任救世軍大將约翰·拉松一起創作的許多樂曲而出名。
他出生在蘇格蘭的布蘭岱，是五個孩子中排名第三的人。他的父母親也都是救世軍的軍官。
| 前任： 保羅·雷德 | 救世軍大將 1999–2002 | 繼任： 约翰·拉松 |